# Ivan Cerović
Ivan Cerović (* 1. März 1982 in Trbovlje, SR Slowenien, SFR Jugoslawien) ist ein ehemaliger kroatischer Tennisspieler.

## Karriere
Cerović, der in Slowenien geboren wurde, aber in Rijeka lebt, spielte zwischen 1998 und 2000 auf der ITF Junior Tour. Dort nahm er 2000 das einzige Mal an einem Grand-Slam-Turnieren teil, als er das Viertelfinale der US Open erreichte. In der Junioren-Rangliste erreichte er mit Platz 31 seine höchste Notierung im Einzel.
Bei den Profis ging Cerović ab 2001 regelmäßig an den Start. In diesem Jahr erreichte er im Einzel auf der ITF Future Tour, wo er zunächst hauptsächlich spielte, ein Halbfinale sowie die ersten zwei Titel im Doppel. Für das Turnier der ATP Tour in Umag erhielt Cerović an der Seite von Marko Tkalec eine Wildcard für den Doppelwettbewerb. Bei seiner Premiere auf diesem Niveau schied er zum Auftakt aus. In der Tennisweltrangliste war er im Einzel zunächst in den Top 700 und im Doppel kurz vor den Top 400 platziert.
Den ersten Erfolg auf der höherdotierten ATP Challenger Tour hatte Cerović im Mai 2003, als er im Doppel in Ljubljana sein erstes Endspiel erreichte. Dank seinem dritten Future-Titel schloss er das Jahr erstmals in den Top 400 der Welt ab.
2004 gelang Cerović der Durchbruch im Einzel. Im Jahresverlauf zog er in fünf Future-Endspiele ein, von denen er drei gewann, nachdem er zuvor nie ein Finale erreicht hatte. Dadurch verbesserte er sich um 300 Position auf ein neues Karrierehoch in den Top 350. In den folgenden Jahren hielt er dieses Niveau, wenn auch er bis 2007 zunächst keine Einzeltitel mehr gewann. In Toljatti und Samarqand schaffte er den Einzug in ein Challenger-Viertelfinale, während er im Doppel bei letzterem Turnier seinen einzigen Challenger-Titel gewann. Mit einer weiteren Finalniederlage beim Challenger in La Réunion erklomm Cerović Platz 228 im Doppel, sein Karrierehoch. Einzig gutes Resultat 2006 blieb das Viertelfinale in Mantua. Zudem wurde Cerović im Februar des Jahres für die kroatische Davis-Cup-Mannschaft in der Partie gegen Österreich berufen. Er unterlag im Match gegen Alexander Peya. 2007 verbuchte Cerović wieder vor allem Erfolge auf der Future Tour, wo er abermals fünf Finals erreichte und daraus zwei Titel gewann. Im Doppel entschied er bereits seinen zehnten Future-Titel für sich. In Toljatti und Caloundra folgten außerdem die Endspiele vier und fünf, sodass er kurz vor seinem Karrierehoch von 2005 stand. Bei der Sommer-Universiade 2007 gewann der Kroate mit Ivana Abramović im Mixed-Doppel die Bronzemedaille.
2008 gewann Cerović seinen 6. und letzten Einzeltitel. Mit Platz 280 stieg er dadurch so hoch wie danach nie wieder.  Zweimal kam er bei Challengers erneut nicht über das Viertelfinale hinaus, sodass er 2009 bereits wieder 200 Plätze verloren hatte. im Doppel fuhr er 2009 seinen 13. Future-Titel ein. Davor gelang ihm in Umag 2008 noch sein größter Erfolg der ATP Tour, als er mit Ivan Dodig dort die erste Runde überstand, ehe er gegen Carlos Berlocq und Fabio Fognini ausschied. 2011 beendete er seine Karriere.

## Erfolge
| Legende (Anzahl der Siege) |
| Grand Slam                 |
| ATP Finals                 |
| ATP Tour Masters 1000      |
| ATP Tour 500               |
| ATP Tour 250               |
| ATP Challenger Tour (1)    |

### Doppel

#### Turniersiege
| Nr. | Datum           | Turnier   | Belag | Partner       | Finalgegner                        | Ergebnis |
| --- | --------------- | --------- | ----- | ------------- | ---------------------------------- | -------- |
| 1.  | 19. August 2005 | Samarqand | Sand  | Petar Popović | Alexei Kedrjuk Orest Tereschtschuk | 6:3, 6:0 |